# 新しい精神
『新しい精神』（あたらしいせいしん、原題：The New Spirit）は、ウォルト・ディズニー・カンパニーがアメリカ合衆国財務省の支援を得て戦時下の1942年に製作した国策短編アニメーション映画。この作品の続編に1943年1月7日公開の『43年の精神』（43ねんのせいしん、原題：The Spirit of '43）があり、本記事ではこの2作品について解説する。

## 概要
第二次世界大戦のさ中、多額の軍資金が必要だったアメリカ国内で、税の重要さを知らしめ米国民への納税促進を呼びかける目的で製作されたプロパガンダ作品。アメリカ合衆国財務省の製作であり、ドナルドダックが主人公の短編映画ではあるがドナルドダック・シリーズには含まれていない。
同時期に日本で制作されたアニメ映画『桃太郎の海鷲』や『くもとちゅうりっぷ』がモノクロ作品であるのに対し、戦時中のこの時期でも本作を含めディズニー作品の多くはテクニカラーによって撮影されたカラー作品である。

## 『新しい精神』のあらすじ
ドナルドはラジオの国営放送を真剣に聞いていた。ドナルドは自由と国の為に何かすべきだ、と愛国心に駆られていた。
ラジオはその想いに応える方法として、納税を勧めるのだった。ドナルドは最初、納税という方法に否定的だったが、ラジオは納税をすることによって、銃や戦艦、民主主義、そして枢軸国を倒す為に役立っていると語った。
ドナルドはさっそく納税の準備を始めるが、ラジオはその方法を一から丁寧に教えた。まず、収入が3000ドル以下かを聞き、次に書き込む為の納税証明書とペン、インク、判子を用意させる。そして、証明書に名前、住所、職業、扶養家族がいるかを書き、総所得税から累進課税で割り出した必要な税額を記入させる。
証明書を封筒に入れたドナルドは、ポストには入れずにわざわざ議事堂があるワシントンまで急行するのだった。

## 『43年の精神』のあらすじ
愛国者ドナルドはもらった給料を見ながら何をしようかと思案顔。そこへ向こうからキルトを着た年寄りのアヒル（キャラクターデザインやスコットランド訛りの口調は後のスクルージ・マクダックを思わせる）と、ズートスーツを着た若いアヒルが現れた。年寄りアヒルはドナルドに倹約と節約を説いて軍備納税を勧めるが、若いアヒルは一緒に飲もうじゃないかとドナルドを酒場に誘う（良心と邪心の葛藤を表す“心の中の天使と悪魔”の変形版と捉えられる）。
結局、ドナルドは若いアヒルの誘いに乗ろうとし、それを見た年寄りアヒルは杖でドナルドの襟を引っ張る。両者引っ張り合いの末ドナルドの服が破れ、ドナルドをその場に残して二人はそれぞれが誘っていた建物に衝突する。ふと若いアヒルが入ろうとしていた酒場に目をやったドナルドは、大きなカギ十字型のスイングドアに気づく。見れば若いアヒルもアドルフ・ヒトラーのような髪と髭を生やし、狡猾そうな顔で両手をこすっている。それを見てビックリしたドナルドは年寄りアヒルのほうを見ると目を回した年寄りアヒルの背後の民家はレンガの剥がれた赤い壁と青い窓で、さながら星条旗のよう。
自分の使命に気付いたドナルドは不機嫌そうな年寄りアヒルを尻目に何気ない顔で若いアヒルに近寄り、そのまま手を差し伸べてきた若いアヒルを殴り飛ばす。年寄りアヒルと組んだドナルドはそのまま納税窓口へ出向き、軍備のための税金を支払うことにした。

## 共通のエンディング
一連のストーリー部分が終了すると後半はドナルドの税金が戦費に変わり、さらにその費用で兵器を製造して、連合国が枢軸国をやっつける登場人物不在のアニメが展開する。

## 登場キャラクター
- ドナルドダック（主人公）

## 日本での公開
続編ともども、現在日本での放送・ソフト化は行われていないが、『43年の精神』のみ何らかの形で吹替版が制作されており当時のフィルムを収めたDVDがニューシネマジャパンから『アニメの王国』シリーズで非公式に販売されていた事があったが著作権は切れている為違法ではない。(声の出演は龍田直樹、緒方賢一、石丸博也)
アメリカでは映像が販売されている。